# Цибидо ал Ламбро (Павија)
Цибидо ал Ламбро је насеље у Италији у округу Павија, региону Ломбардија.
Према процени из 2011. у насељу је живело 640 становника. Насеље се налази на надморској висини од 83 м.